# Данило Барјактаревић
Данило Барјактаревић (Петњик, код Берана, 14. новембар 1910 – Београд, 7. новембар 1988) био је српски лингвиста и професор Универзитета у Приштини.

## Биографија
Основну школу и гимназију завршио је у Беранама. На Филозофском факултету у Скопљу студирао је дванаесту групу наука са српскохрватским и старословенским језиком као главним предметима, на којој је дипломирао 1933. године. Од 1936. године је професор у гимназијама у Новом Пазару, Бијелом Пољу, Даниловграду, Смедереву и Чачку. Био је директор гимназије у Пријепољу, потом гимназије и учитељске школе у Новом Пазару. Године 1950. постаје професор и ректор Више педагошке школе у Крагујевцу. Докторирао је на Филозофском факултету у Новом Саду 1958. године, а докторска дисертација „Новопазарско-сјенички говори“ је објављена у Српском дијалектолошком зборнику бр. 16. За научног сарадника Института за српскохрватски језик у Београду изабран је 1960. године. Исте године постаје доцент на Филозофском факултету у Приштини, који је тада био у саставу Универзитета у Београду. На овом факултету ће потом, као ванредни и редовни професор, предавати Савремени српскохрватски језик, Историју српскохрватског језика, Дијалектологију и Акцентологију. У више мандата биће шеф Катедре за српскохрватски језик и југословенску књижевност. Био је главни и одговорни уредник Зборника радова Филозофског факултета у Приштини.
Наставу на универзитету напушта 1975. године и одлази за директора Института за српскохрватски језик у Београду, а одатле 1976. у пензију. Умро је у Београду 7. новембра 1988. године.
Објавио је 74 научна рада из области дијалектологије, историје језика, акцентологије и синтаксе српског језика.

## Књиге студија
- Гласовне и морфолошке особине у говору села Чумића, Нови Сад, 1962,
- Новопазарско-сјенички говор, Српски дијалектолошки зборник, бр 16, Београд, 1966,
- Дијалектолошка истраживања, Јединство, Приштина, 1977,
- Говор Срба у Метохији, Јединство, Приштина, 1979,
- Историјски развој косовско-метохијских говора, Академија наука и уметности Косова, Приштина, 1986,

## Студије и радови објављени у часописима и зборницима
1. Четрдесетогишњица смрти Стевана Сремца, Братство, Нови Пазар, 1946,
2. О неписмености и неправилном присању, Наша стварност, Крагујевац, 1952,
3. Народне песме 1941 – 1951, Наша стварност, Крагујевац, 1952,
4. Мисаоне именице, Питања савремене књижевности и језика, свеска 5, Сарајево, 1953,
5. Прилог проучавању тајног писања у нашим споменицима, Питања проучавања савремене књижевности и језика, IV – V, свеска Б, Сарајево, 1957-58,
6. Ко је Реља Крилатица, Књижевност и језик, бр 1-2, Београд, 1959,
7. О роду неких придевских речи, Књижевност и језик, бр. 3-5, Београд 1959,
8. О роду и промени три наша топонима, Књижевност и језик, књига X, свеска 7-10, Београд, 1960,
9. Речи, гласкати се, перда и друге, Наш језик, 1960,
10. Извештај о дијалектолошком испитивању у Бихору, Глас САНУ, 1961,
11. Акценат новопазарско-сјеничких говора, студија, Зборник Филозофског факултета у Приштини, књ. I, Приштина, 1963,
12. Шучиковски натпис, Зборник Филозофског факултета, Приштина, књ. I, Приштина, 1963,
13. Средњоибарска говорна зона, Зборник Филозофског факултета, Приштина, књ. II, Приштина, 1965,
14. Гласовне и морфолошке особине говора села Чумића, Зборник за филологију и лингвистику, IV-V, Нови Сад, 1961/1962,
15. Употреба имперфекта према грађи новопазарско-сјеничких говора, Научно друштво БиХ, Радови XVIII, Сарајево,
16. Компаративне нијансе у значењу неких глагола, Научно друштво БиХ, Радови XX, Сарајево,
17. Осврт на језик Доситеја Обрадовића, Стремљења, бр. 9-10, Приштина, 1961,
18. Везивна служба речи „колико“, Књижевност и језик, Београд, 1962,
19. Пракљача, перајка..., Наш језик, књ. XI, Београд, 1961,
20. Слово ј у Србији пре Вука, Наш језик, књ. XII, Београд, 1962,
21. Прилог проучавању акценатске системе говора косовске зоне, Gjurmime albanologjike, бр. I, Приштина, 1962,
22. Гласовне и морфолошке особине говора села Церовца, Зборник Филозофског факултета II, Приштина, 1962,
23. Три студеничка писма, Стремљења, Приштина, 1962,
24. Функционална варијабилност речи у реченици, Билтен Центра за унапређење наставе, Приштина, 1962,
25. Сложени субјекат и предикат, Билтен Центра за унапређење наставе, Приштина, 1962,
26. Однос између српскословенског и српског језика, Славянска филология, том III, Софија, 1963.
27. Говорне особине Гњилана, студија, Gjurmime albanologjike, бр. II, Приштина, 1963,
28. Језичке особине лепосавићке комуне, Гласник Музеја Косова и Метохије, Приштина, 1964,
29. Питање јата код Вука Караџића, Анали Филолошког факултета, Београд, књ. V св. 3, 1965,
30. Глас јат у новопазарско-сјеничким говорима, Књижевност и језик, бр. 3, Београд, 1964,
31. Вуков рад на реформи правописа, Књижевност и језик, бр. 2, Београд, 1965,
32. Гриња, Наш језик, књ. IV, св. 2/3, Београд, 1964,
33. Неке особине косовског дијалекатског типа, Гласник Музеја Косова и Метохије, књ. 9, Приштина, 1965,
34. Савина испосница, Књижевност и језик, бр. 1, Београд, 1966,
35. Бихорски говор, Зборник Филозофског факултета у Приштини, III, 1966,
36. Пут нашега књижевног језика, Књижевност и језик, бр. 3. 1965,
37. Фонетске и морфолошке особине врањскога говора, Врањски гласник, I, Врање, 1965,
38. Миграције и њихове последице у косовском дијалекатском типу, Gjurmime albanologjike, бр. III, Приштина, 1966,
39. Прешевско-бујановачка говорна зона, студија, Врањски гласник, II, Врање, 1966,
40. Знак за глас ђ код Ђурчина Кокала, Зборник Филозофског факултета у Приштини, III, Приштина, 1965/66,
41. Бихорски говор – морфологија и синтакса, студија, Зборник Филозофског факултета у Приштини, IV, Приштина, 1966,
42. Приштина у говору Срба cтаринаца, Зборник Филозофског факултета у Приштини, V, Приштина, 1966,
43. Инструментал у служби објекта, Књижевност и језик, 1-2, 1967,
44. Језик светог Саве према старословенском, Врањски гласник, IV, Врање, 1967,
45. Студенички типик, студија, Зборник Филозофског факултета у Приштини, V, 1969,
46. Класификације изекавских говора штокавског дијалекта, Зборник Филозофског факултета у Приштини, V-VI, 1968/69,
47. Поређење придева, Зборник Филозофског факултета у Приштини, V-VI, 1968/69,
48. Глас јат са вредношћу личне именице ја, Зборник Филозофског факултета у Приштини, V-VI, 1968/69,
49. Осврт на језичке особине „Житија светог Симеона“ од светог Саве, Зборник Филозофског факултета у Приштини, V-VI, Приштина 1968/69,
50. Генитив множине именица женског рода типа –а са два сугласника на крају основе, Зборник Филозофског факултета у Приштини, VII, 1970,
51. Удвајање предлога и одвајање предлога од именске речи, Зборник Филозофског факултета у Приштини, VII, 1970,
52. Акценат вокатива једнине и множине именица мушког рода типа војник, весељак, осуђеник, Зборник Филозофског факултета у Приштини, VII, Приштина, 1970,
53. Пресек развоја говорних особина Ибарског Колашина, Врањски гласник, IX, Врање, 1968,
54. Косовски дијалекатски тип – фонетика и акцентологија, студија, Зборник Филозофског факултета у Приштини, VIII, Приштина, 1971,
55. Генитив множине именица типа сметња, смоква, молба, лопта, Јужнословенски филолог, књига XXX/1/2, Београд, 1973,
56. Глаголски систем српскохрватског језика, Врањски гласник, VIII, Врање, 1967,
57. Вукова граматичка терминологија, Врањски гласник, VIII, Врање, 1967,
58. Косовски дијалекатски тип – морфологија и синтакса, студија, Зборник Филозофског факултета у Приштини, IX, Приштина, 1972,
59. Даничићево учешће у Вуковој реформи, Научни састанак слависта у Вукове дане, 5, Београд, 1976,
60. Наставци и промена именица типа Божа-Божа, Јова-Јово, Научни састанак слависта у Вукове дане, 6, Београд, 1977,
61. Развојни пут конструкције за казивање будућности, Научни састанак слависта у Вукове дане, 7, Београд, 1978,
62. Поглед на синкретизацију нашег језика, Научни састанак слависта у Вукове дане, 8, Београд, 1979,
63. Јужноморавска говорна зона у светлу Белићева испитивања и данас, Зборник радова о Белићу, САНУ, 1976, стр. 322-332,
64. Наставак првог лица једнине презента, Зборник Филозофског факултета у Приштини, XIV, 1977,
65. Померање значења речи, Књижевност и језик, Београд, 1984, стр. 40-45,
66. Категорија времена, Књижевност и језик, Београд, 1985,
67. Прилог тајном писању, Књижевност и језик, Београд, 1985,
68. Топонимија села Петњака, Гласник Музеја Косова, Приштина, 1987/88,

## Награде и одликовања
- Орден рада са златним венцем